# Ибрагимов, Мирза Аждар оглы
Мирза́ Ажда́р оглы́ Ибраги́мов (азерб. Mirzə Əjdər oğlu İbrahimov; 1911—1993) — советский азербайджанский писатель, драматург и переводчик, государственный и общественный деятель. Председатель Президиума Верховного Совета АзССР (1954-1958). Народный писатель Азербайджанской ССР (1961). Герой Социалистического Труда (1981). 

## Биография
Родился 15 (28) октября 1911 год в селе Эве Сарабской провинции Южного Азербайджана в бедной крестьянской семье. В 1919 году вместе с семьёй переехал в Баку. Рано лишившись родителей, он совсем ещё мальчиком начал трудовую жизнь: работал в богатых семьях, пас овец, носил воду. В 1923—1926 годах учился в начальной школе.
При содействии пионерской организации он в 1929 году окончил школу ФЗУ, затем в 1931 году — техникум нефтяной промышленности и получил специальность бурового мастера. Член ВКП(б) с 1930 года. Его первые опыты литературного творчества относятся к 1930 году, когда он, работая на нефтяных промыслах, активно участвовал в рабочем литературном кружке. Тогда им был написан ряд рассказов.
Чувствуя сильное влечение к литературе и сознавая необходимость специального образования, Ибрагимов поступил на подготовительное отделение Азербайджанского ГНИИ, которое окончил в 1933 году. После небольшого перерыва Ибрагимов окончил в 1937 году аспирантуру ИВАН в Ленинграде, где в 1941 году защитил диссертацию на соискание учёной степени кандидата филологических наук. В 1937—1942 годах работал начальником управления по делам искусств при СНК АзССР. В 1942—1947 годах министр просвещения АзССР. Председатель Президиума ВС АзССР (1954—1958). Был депутатом ВС СССР почти всех созывов — кроме 6-го (1962—1966) и 9-го (1974—1979) — а также народным депутатом СССР (1989—1991).

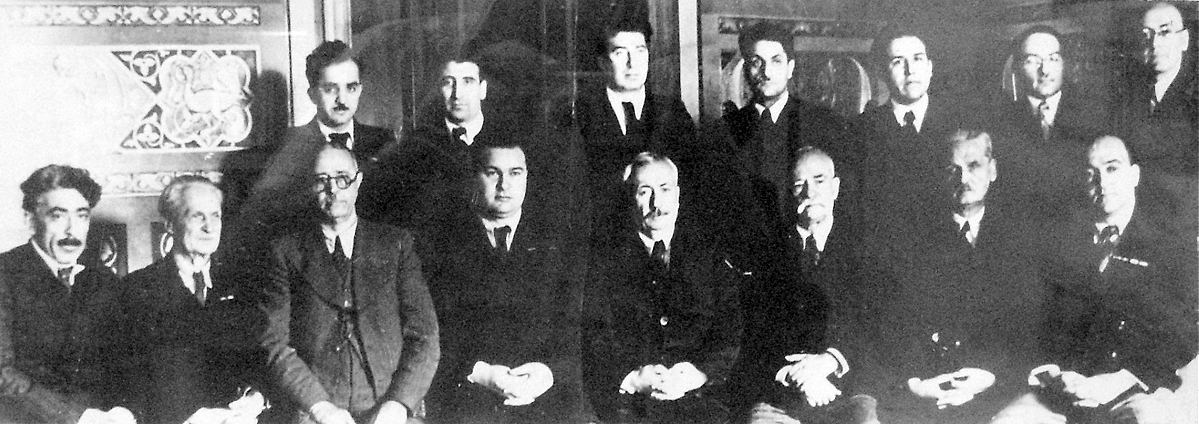
Первые члены Президиума АН АзССР, 1945 г.
Нижний ряд (слева направо, сидят): поэт С. Вургун, учёный-гидравлик И. Г. Есьман, У. Гаджибеков, А. А. Ализаде, президент Академии М. Миркасимов, И. И. Широкогоров, А. А. Гроссгейм, М. А. Топчибашев (учёный, хирург). Стоят: Ю. Мамедалиев, М. А. Ибрагимов, Ш. А. Азизбеков, Г. Н. Гусейнов, Мир-Али Кашкай, С. А. Дадашев, М. А. Усейнов

Академик АН АзССР (1945). Член ЦРК КПСС (1956—1961).
Председатель правления (1948—1954, 1981—1991), 1-й секретарь правления (1965—1976) СП Азербайджана. Секретарь правления СП СССР.
Историк Джамиль Гасанли даёт такую оценку Мирзе Ибрагимову: «Заклейменный Н.С. Хрущевым как «враг социализма» и  «ярый националист» М. Ибрагимов прошел все испытания времени и был удостоен звания Героя Социалистического Труда».
Умер 7 декабря 1993 года. Похоронен на Аллее почётного захоронения в Баку.

## Творчество

Мемориальная доска на стене дома в Баку (ул. Хагани, 19), в котором жил Мирза Ибрагимов в 1938—1993 гг.

Первым крупным произведением Ибрагимова является пьеса «Хаят» (1935), посвящённая борьбе за упрочение колхозного строя. На республиканском конкурсе 1936 года автору за неё была присуждена вторая премия. Вторую пьесу «Мадрид» (1938) автор посвятил героической борьбе испанского народа в годы гражданской войны. В пьесе «Махаббат» (1942), написанной в годы Великой Отечественной войны, дана картина самоотверженного труда советских людей в тылу. Писателем созданы комедии «Деревенская девушка» (1962), «Хороший человек» (1965), драма «Тлеющие очаги» (1967). В своих драматических произведениях Ибрагимов показал себя мастером острых жизненных конфликтов, ярких, реалистических характеров, живого диалога. Написанные на основе лучших традиций национальной драматургии, его пьесы имели большое значение для развития азербайджанской советской литературы.
Автор целого ряда произведений, посвящённых жизни и борьбе трудящихся Южного Азербайджана против иранской деспотии. В 1948 году он опубликовал в журнале «Ингилаб ве Медениет» самое значительное своё прозаическое произведение — роман «Наступит день», отображающий самоотверженную борьбу рабочих и крестьян за национальную независимость и демократизацию, против иранских реакционеров и их англо-американских хозяев — поработителей Востока. Его перу также принадлежат романы «Великая опора» («Слияние вод») (1957) о жизни послевоенной колхозной деревни, «Пэрванэ» (1969—1970) о жизни и революционной деятельности Н. Н. Нариманова, «Новые времена» (1971) и др.
Писатель работал также и в области публицистики. Из крупных литературоведческих работ следует отметить его большое исследование, посвящённое классику азербайджанской литературы, прозаику, драматургу и публицисту Джалилу Мамедкулизаде (1869—1932). Известен Ибрагимов также как переводчик. Им переведены на азербайджанский язык «Король Лир» и «Двенадцатая ночь» У. Шекспира, «Дон Жуан» Ж-Б. Мольера, «Бешеные деньги» и «На всякого мудреца довольно простоты» А. Н. Островского, «Три сестры» А. П. Чехова, «Что делать?» Н. Г. Чернышевского и ряд других произведений. Выступает с публицистическими и литературно-критическими статьями по вопросам языка и литературы.

## Высказывания
В государственном университете во время встречи с писателем Назымом Хикметом на большом собрании студентов на вопрос, как же оценивать интеллигента, который не знает азербайджанского языка или знает, но не говорит на этом языке, Хикмет ушел от ответа а бывший председатель Президиума Верховного Совета республики писатель Мирза Ибрагимов назвал интеллигента, который не знает азербайджанского языка «эджлафом» (подлецом, предателем). Это выступление было встречено бурными аплодисментами.

## Семья
- Сара Пиримова — жена
  - Севда Ибрагимова — дочь

## Награды и звания
- Герой Социалистического Труда (14.10.1981)
- Народный писатель Азербайджанской ССР (1961)
- Сталинская премия второй степени (1951) — за роман «Наступит день» (1948)
- Заслуженный деятель искусств Азербайджанской ССР (1943)

Медали
- Три ордена Ленина (25.2.1946; 28.10.1967; 14.10.1981)
- Орден Октябрьской революции (21.10.1971)
- Орден Трудового Красного Знамени (17.04.1938) — за выдающиеся заслуги в деле развития азербайджанского оперного искусства, азербайджанской музыки, песни и танцев[4]
- Почётная Грамота Президиума Верховного Совета Азербайджанской ССР (01.06.1974)[5]